# 사천 김해김씨 삼현파 문중 호구단자
사천 김해김씨 삼현파 문중 호구단자(泗川 金海金氏 三賢派 門中 戶口單子)는 대한민국 경상남도 사천시 사천읍에 있는, 150년 가까이 한 집안의 가계 상황을 구체적으로 살필 수 있는 문서이다. 2017년 4월 13일 경상남도의 문화재자료 제636호로 지정되었다.

## 지정 사유
"사천 김해김씨 삼현파 문중 호구단자" 14점은 150년 가까이 한 집안의 가계 상황을 구체적으로 살필 수 있는 문서이다. 더욱이 이 문서에는 4대에 걸쳐 역리를 지낸 이력이 명기되어 있어 조선후기 역리 집안의 가계 상황과 경제적 형편 등을 자세하게 이해할 수 있는 중요한 기록으로서 당시 지역경제사를 이해하는 데 중요한 자료이다.

## 참고 문헌
- 사천 김해김씨 삼현파 문중 호구단자 - 국가유산청 국가유산포털